# Aspila intensiva
Aspila intensiva là một loài bướm đêm trong họ Noctuidae.